# La Caldera (departament)
Departament La Caldera (hiszp. Departamento La Caldera) – departament położony jest w północnej części prowincji Salta. Stolicą departamentu jest La Caldera. W 2010 roku populacja departamentu wynosiła 7763. 
Departament La Caldera graniczy z trzema innymi departamentami prowincji: Rosario de Lerma, Capital i General Güemes. Od północy graniczy z prowoncją Jujuy. Jest to rejon górzysty z najwyższymi szczytami dochodzącymi do 5000 m - Cerro Nrgro 5028 m n.p.m. Na południu znajdują się góry Sierra de Vaqueros.
Główną rzeką przepływająca przez departament jest Río La Caldera, która zmienia nazwę na Mojotoro.
Przez departament przebiegają: Droga krajowa 9 oraz Droga prowincjonalna 11 (Ruta Provincial 11) i Droga prowincjonalna 122 (Ruta Provincial 122). 
W skład departamentu wchodzą m.in. miejscowości:     La Caldera, Vaqueros, La Calderilla, Los Yacones, Potrero de Castilla.